# Królewskie Brzeziny
Królewskie Brzeziny es un pueblo de Polonia, en Mazovia.  Se encuentra en el distrito (Gmina) de Halinów, perteneciente al condado (Powiat) de Mińsk. Se encuentra aproximadamente  3 km al noroeste de Halinów, a 18 km al noroeste de Mińsk Mazowiecki, y a 22 km  al este de Varsovia. 